# Beldad

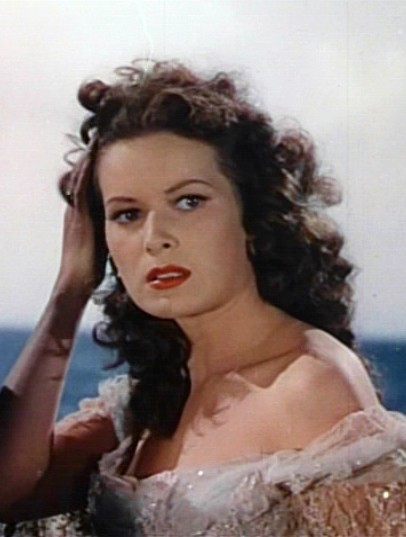
La actriz Maureen O'Hara era considerada una beldad en el cine de la década de 1950.

Beldad es un antiguo vocablo calificativo del idioma español actualmente en desuso que indica una belleza femenina al natural y  muy destacable.
El término halagüeño era comúnmente usado en prosas literarias, poemas clásicos de galantería y cánticos que un varón galante dirigía a la mujer objeto de su devoción.
La Quintrala durante el reinado español en el llamado Reyno de Chili (Chile) era considerada un beldad entre sus habitantes además de ser temida por sus actos.

...observando el paisaje descubría tu hermosura, la mujer con su encanto, que beldad, que ternura....

## Apellido
Beldad, también es un apellido español con algo más de 300 personas que usan actualmente este apellido, la mayoría está en Ciudad Real.